# Futebol Clube Tirsense
Futebol Clube Tirsense je portugalski nogometni klub iz gradića Santo Tirsa u okrugu Portu.

## Klupska povijest
Utemeljen je 5. siječnja 1938. godine, na temelju kluba zvanog Ponte Velha, prema gradskom predjelu u blizini stadiona.
U drugoj polovici 1990-ih klub zapada u rezultatsku i novčarsku krizu, ispadajući iz niže lige u nižu ligu, da bi na koncu u 2004. prešao u amaterski status. Unatoč tome, klub uvijek ima posjećenost od 1500-2000 gledatelja po utakmici, najviše u portugalskom neprofesionalnom nogometu.

## Klupski uspjesi
- II Divisão: 1969./70. (pobjednici)
- 1993./94. (pobjednici)
- Divisão de Honra da AF Porto: 1999./00. (pobjednici) (regionalno prvenstvo Oporta)
- 1994/95. ih je jedna pobjeda dijelila od izborenja prava na sudjelovanje u Kupu UEFA (bili su 8. te sezone)

## Sezona 2005/06.
| Najbolji strijelci | Najbolji strijelci | Najbolji strijelci            | Najbolji strijelci  |
| Pogodaka           | Drž.               | Igrač                         | Položaj             |
| ------------------ | ------------------ | ----------------------------- | ------------------- |
| 9                  | ...                | Marcão                        | napadač             |
| 7                  | ...                | Sílvio                        | središnji obrambeni |
| 5                  | ...                | Eduardo                       | zadnje lijevo krilo |
| 5                  | ...                | Hugo Cruz (zamjenik kapetana) | srednji vezni       |
| 5                  | Mali               | Suleimane (najbolji igrač)    | krilni              |

## Vanjske poveznice
- Službene stranice  Arhivirana inačica izvorne stranice od 25. ožujka 2016. (Wayback Machine) (na portugalskom)
- Neslužbene stranice  Arhivirana inačica izvorne stranice od 18. srpnja 2015. (Wayback Machine)